# Depot von Tucheim
Das Depot von Tucheim (auch Hortfund von Tucheim) ist ein Depotfund der frühbronzezeitlichen Aunjetitzer Kultur (2300–1550 v. Chr.) aus Tucheim, einer Ortschaft der Stadt Genthin im Landkreis Jerichower Land (Sachsen-Anhalt). Das Depot befindet sich heute im Kreismuseum Jerichower Land in Genthin.

## Fundgeschichte
Das Depot wurde vor 1894 im Fiener Bruch, nördlich von Tucheim gefunden. Aus der Nähe stammen die beiden Depots I und II von Karow, die ebenfalls der Aunjetitzer Kultur zuzurechnen sind.

## Zusammensetzung
Das Depot besteht aus vier Bronzegegenständen: einem Thüringer Ring, einem schweren ovalen geschlossenen Ring, einer Armspirale und einem Schmuckschild.
Der Thüringer Ring weist an der Außenseite ein Dekor aus Strichgruppen auf. Der geschlossene Ring weist auf der Schauseite einige schlecht erkennbare Querrippen auf. Die Armspirale besteht aus einem dicken runden Stab. Sie weist sechs Windungen auf und besitzt zwei rundlich erweiterte Enden, auf denen je ein kegelförmiger Knopf aufsitzt. Der Schmuckschild vom ostdeutschen Typ ist gegossen. Er hat etwa die Form eines langen Dreiecks mit gewölbter Schmalseite. Am oberen Ende weist er zwei halbkreisförmige Einbuchtungen auf. Auf der Schauseite sind zwei Dornen angebracht. Entlang des Rands sowie ober- und unterhalb der Dornen verläuft eine Rippenverzierung.